# Pipérine
La pipérine  (ou 1-pipéroylpipéridine) est un alcaloïde au goût piquant (pseudo-chaleur).

## Origine
La pipérine a été découverte par Hans Christian Ørsted en 1819. On en trouve en quantité importante dans le champignon appelé communément Bolet poivré ou Chalciporus piperatus. C'est également le composé actif du poivre noir, blanc et rouge.

## Propriétés

### Goût
La pipérine est en partie responsable de la sensation de pseudo-chaleur lors de la consommation de poivre. Sur l'échelle de Scoville la pipérine est moins piquante (100 000 SHU) que la capsaïcine (16 000 000 SHU), un des composants piquants des piments, mais plus que (6)-gingérol, le composé piquant du gingembre (60 000 SHU).
| Composés     | Échelle de Scoville (Unité SHU) |
| ------------ | ------------------------------- |
| Capsaïcine   | 16 000 000[5]                   |
| [6]-Shogaol  | 160 000[6],[7]                  |
| Pipérine     | 100 000[6],[7]                  |
| [6]-Gingérol | 60 000[6],[7]                   |

### Propriétés biologiques
(août 2009).
Les propriétés de la pipérine sont particulièrement nombreuses : elle possède des propriétés antimicrobiennes, anti-inflammatoires, hépatoprotectrices.
De plus, elle favorise l'absorption ainsi que la biodisponibilité de nombreuses molécules (vitamines, minéraux, médicament, polyphénols, etc.) dans le corps.
Certaines molécules, comme la curcumine, voient leur biodisponibilité multipliée par 20 lorsqu'elles sont associées à la pipérine grâce à une diminution de la clairance hépatique.